# Vincenzo Muricchio
Vincenzo Muricchio (Portocannone, 26 dicembre 1861 – Ovada, 7 agosto 1960) è stato un generale e inventore italiano, facente parte dell'esercito.
Il suo nome è riportato nell'elenco di quei militari che parteciparono a vario titolo alla progettazione del fucile Carcano Mod. 91.

## Biografia
Vincenzo Stefano Muricchio nacque a Portocannone il 26 dicembre 1861. Figlio del Notaio Pietro Muricchio e della N. D. Mariateresa Muricchio. Nel 1876 fu ammesso alla Scuola Militare Nunziatella di Napoli, e dopo 6 anni ebbe il grado di sottotenente. Quando era capitano d'artiglieria, nel 1889, andò all'Officina Militare Pirotecnica di Bologna. Da Colonnello è stato collocato a disposizione del ministero degli affari esteri quale ufficiale addetto alla riorganizzazione della gendarmeria imperiale ottomana in Macedonia dove ha avuto modo di conoscere personalità albanesi e rendersi utile per i loro problemi. Ebbe incarichi diplomatici in Grecia e in Albania, che condusse con successo, anche perché appassionato cultore, quale italo-albanese. Il 1º gennaio del 1923 gli fu assegnato il grado di generale di Divisione. È stato insignito di molte onorificenze e decorazioni: Cavaliere dell'Ordine Mauriziano, ebbe, tra le altre, anche eccelse decorazioni turche. Viene riportato un suo acquartieramento a Messina come direttore d'artiglieria. Morì a Ovada nel 1960 a 98 anni. Suo nonno materno fu D.Nicola Campofreda (*14 dicembre 1794 †1º aprile 1873), ufficiale dell'Esercito Napoletano.

## Il fucile '91
Nel febbraio-marzo 1958 apparve sulle pagine del quotidiano Il Giorno un'inchiesta in nove puntate a firma Angelo Fusco, intitolata Il romanzo del '91 nei ricordi del suo inventore il generale Muricchio. Prendendo spunto dalla consegna al novantaseienne Muricchio di una targa da parte rappresentanti dell'Unione Tiro a Segno nazionale ed intestata "U.I.T.S. al generale Vincenzo Muricchio, inventore del fucile 91", negli articoli veniva attribuita al generale l'adozione della bilancia idrostatica per la pesa delle cariche di esplosivo per le cartucce, l'invenzione del riflettore parabolico per le lampadine, l'impiego della nichelatura delle pallottole e soprattutto la progettazione dalla canna a rigatura parabolica del fucile modello 1891.
L'inchiesta ebbe pubblica risonanza e Vincenzo Muricchio fu indicato semplicemente come "l'inventore del modello '91". Già lo stesso generale smentì questa interpretazione, definendosi invece «l'ultimo superstite di un gruppo di militari che studiarono il problema e lo risolsero in maniera abbastanza soddisfacente». La credibilità di tutta l'inchiesta fu poi messa in discussione, per il riscontro di errori grossolani, ed in particolare la paternità della canna a rigatura progressiva elicoidale è oggi comunemente attribuita al maggiore Pietro Galelli, segretario della Commissione incaricata dello studio della nuova arma. In effetti autorevoli testi specialistici non menzionano affatto il generale Muricchio.